# سلیمان السلمان
سلیمان السلمان (عربی: سليمان موفق السلمان؛ زادهٔ ۱۶ ژوئیهٔ ۱۹۸۶) بازیکن فوتبال اهل اردن است.
از باشگاه‌هایی که در آن بازی کرده‌است می‌توان به باشگاه فوتبال الوحده عربستان سعودی و باشگاه ورزشی المحرق اشاره کرد.
وی همچنین در تیم ملی فوتبال اردن بازی کرده‌است.